# Oliver Hirschbiegel
Oliver Hirschbiegel (Hamburgo, Alemania, 26 de marzo de 1957) es un director de cine alemán.
Tanto su primer largometraje Das Experiment (El experimento) como Mein letzter recibieron la aprobación de la crítica.
En 2004 estrenó la película Der Untergang (La caída o El hundimiento en España), producida por Bernd Eichinger, sobre los últimos días de Adolf Hitler, la cual representó el primer proyecto sobre este tema desarrollado por un cineasta de nacionalidad alemana. Causó controversia en Alemania por la forma en que presentó a los líderes nazis y, por otro lado, ganó un gran número de premios y reconocimientos, incluida la nominación a mejor película extranjera en los Premios Óscar.
En 2007 estrenó una película que lleva por título The Invasion, protagonizada por Nicole Kidman y Daniel Craig.

## Filmografía
- Das Experiment (2001) (El experimento), basada en la novela Black Box, de Mario Giordano, inspirada a su vez en los eventos ocurridos en el experimento de la cárcel de Stanford, dirigido en 1971 por el doctor Philip Zimbardo con objeto de analizar la respuesta de los seres humanos a las condiciones de cautiverio
- Mein letzter Film (2002)
- Der Untergang (2004), conocida en castellano como El hundimiento (España) o La caída (Latinoamérica)
- Ein ganz gewoehnlicher Jude (2005) conocida en castellano como Un judío como cualquier otro
- The Invasion (2007)
- Five Minutes of Heaven (2009) con Liam Neeson y James Nesbitt.
- Diana (2013)
- Elser – Er hätte die Welt verändert (2015), conocida en castellano como 13 minutos para matar a Hitler, trata sobre el conato de tiranicidio de Georg Elser.
- Criminal (2019)

## Premios y distinciones
Premios Óscar
| Año  | Categoría                                       | Película       | Resultado |
| ---- | ----------------------------------------------- | -------------- | --------- |
| 2005 | Mejor película extranjera (de habla no inglesa) | El hundimiento | Nominado  |